# Myitkyina (dystrykt)
Myitkyina – dystrykt w Mjanmie, w stanie Kaczin.
Dystrykt leży we wschodniej części stanu, przy granicy z Chinami. Przepływają przez niego rzeki Irawadi i Nmai Hka.
Według spisu z 2014 roku zamieszkują tu 531 456 osób, w tym 263 088 mężczyzn i 268 368 kobiet, a ludność miejska stanowi 59,1% populacji.
Dystrykt dzieli się na 4 townships: Myitkyina, Waingmaw, Ingyanyan, Tanaing, Chiphwe i Hsotlaw oraz 5 subtownships: Hsinbo, Hsadone, Kanpaikti, Shinbwayyan, Panwa.